# FC Boby Brno 1995/1996
Tento článek se podrobně zabývá soupiskou a statistikami týmu FC Boby Brno v sezoně 1995/1996.

## Důležité momenty sezony
- 8. místo v konečné ligové tabulce
- 2. kolo národního poháru
- Základní skupina poháru Intertoto

## Statistiky hráčů
- zahrnující ligu, evropské poháry a závěrečné boje národního poháru (osmifinále a výše)

| Pozice | Jméno                | Zápasy | Národnost |           |
| B      | Luboš Přibyl         | 30     | Česko     |           |
| B      | Radim Vlasák         | 5      | Česko     |           |
| B      | Martin Pařízek       | 1      | Česko     |           |
| Pozice | Jméno                | Zápasy | Góly      | Národnost |
| Z      | Petr Baštář          | 5      | 0         | Česko     |
| Z      | Zdeněk Cieslar       | 3      | 0         | Česko     |
| U      | Marcel Cupák         | 33     | 5         | Česko     |
| Z      | Richard Dostálek     | 28     | 9         | Česko     |
| U      | Pavel Holomek        | 32     | 5         | Česko     |
| Z      | Vladimír Chaloupka   | 7      | 0         | Česko     |
| O      | Kamil Janšta         | 2      | 0         | Česko     |
| O      | Pavel Kobylka        | 1      | 0         | Česko     |
| Z      | Petr Kocman          | 24     | 1         | Česko     |
| U      | Přemysl Kovář        | 3      | 0         | Česko     |
| O      | Petr Křivánek        | 31     | 0         | Česko     |
| U      | Roman Kukleta        | 11     | 4         | Česko     |
| Z      | Martin Lapeš         | 1      | 0         | Česko     |
| O      | Petr Maléř           | 20     | 1         | Česko     |
| Z      | Jan Maroši           | 29     | 2         | Česko     |
| O      | Petr Melcher         | 1      | 0         | Česko     |
| U      | Milan Pacanda        | 9      | 0         | Česko     |
| Z      | Jan Palinek          | 28     | 1         | Česko     |
| Z      | Rostislav Pavelka    | 1      | 0         | Česko     |
| Z      | Jarmil Pospíšil      | 1      | 0         | Česko     |
| Z      | Patrik Siegl         | 32     | 1         | Česko     |
| Z      | Oldřich Stříž        | 1      | 0         | Česko     |
| Z      | Roman Široký         | 1      | 0         | Česko     |
| Z      | Lambert Šmíd         | 2      | 0         | Česko     |
| Z      | Martin Špinar        | 5      | 0         | Česko     |
| Z      | Petr Šuba            | 1      | 0         | Česko     |
| O      | Rostislav Václavíček | 1      | 0         | Česko     |
| U      | Daniel Vacula        | 1      | 0         | Česko     |
| Z      | Zdeněk Valnoha       | 31     | 2         | Česko     |
| Z      | Viliam Vidumský      | 26     | 0         | Slovensko |
| U      | René Wagner          | 29     | 13        | Česko     |
| O      | Martin Zbončák       | 9      | 0         | Česko     |
| Ú      | Marek Zúbek          | 18     | 1         | Česko     |

- hráči A-týmu bez jediného startu: -
- trenér: Petr Uličný
- asistent: Karel Večeřa

## Zápasy

### 1. Liga
- 1. a 16. kolo - FC Slovan Liberec - FC Boby Brno 1:0, 1:1
- 2. a 16. kolo - FC Boby Brno - FC Viktoria Plzeň 0:3, 1:1
- 3. a 17. kolo - SK Sigma Olomouc - FC Boby Brno 2:0, 3:2
- 4. a 18. kolo - FC Boby Brno - SK České Budějovice 5:2, 0:0
- 5. a 19. kolo - FC Svit Zlín - FC Boby Brno 0:0, 1:1
- 6. a 20. kolo - FC Boby Brno - FC Slovácká Slavia Uherské Hradiště 2:0, 3:1
- 7. a 22. kolo - FC Kaučuk Opava - FC Boby Brno 0:2, 1:1
- 8. a 23. kolo - FC Boby Brno - FC Baník Ostrava 3:2, 2:0
- 9. a 24. kolo - FK Viktoria Žižkov - FC Boby Brno 4:0, 1:3
- 10. a 25. kolo - FC Boby Brno - FC Petra Drnovice 2:2, 3:2
- 11. a 26. kolo - FC Union Cheb - FC Boby Brno 3:1, 0:2
- 12. a 27. kolo - FC Boby Brno - SK Hradec Králové 2:0, 0:1
- 13. a 28. kolo - AC Sparta Praha - FC Boby Brno 4:0, 0:1
- 14. a 29. kolo - FC Boby Brno - SK Slavia Praha 0:2, 1:2
- 21. a 30. kolo - FK Sklo Jablonec - FC Boby Brno 3:0, 0:1

### Národní pohár
- 2. kolo - FC Unex Uničov - FC Boby Brno 0:0, 5:3 pen

### Intertoto cup
- Zápas 1 zákl.skupiny - FC Boby Brno - FC Groningen 1:2
- Zápas 2 zákl.skupiny - FC Etar Veliko Tarnovo - FC Boby Brno 3:2
- Zápas 3 zákl.skupiny - FC Boby Brno - SK Beveren-Waas 3:2
- Zápas 4 zákl.skupiny - Ceahlăul Piatra Neamț - FC Boby Brno 2:0

## Klubová nej sezony
- Nejlepší střelec - René Wagner, 13 branek
- Nejvíce startů - Marcel Cupák, 33 zápasů
- Nejvyšší výhra - 5:2 nad Českými Budějovicemi
- Nejvyšší prohra - 0:4 se Spartou Praha a Viktorií Žižkov
- Nejvyšší domácí návštěva - 26 872 na utkání s Drnovicemi
- Nejnižší domácí návštěva - 3 735 na utkání s Olomoucí